# You’re My Angel
„You’re My Angel” – singel B3, który został wydany w 2003 roku przez Hansa Records. Został umieszczony na albumie N.Y.B3.

## Lista utworów
- CD maxi–singel (2003)[1]

1. „You’re My Angel” (Radio Edit) – 3:31
2. „You’re My Angel” (Alternative Radio Edit) – 3:31
3. „You’re My Angel” (Extended Edit) – 4:22
4. „You’re My Angel” (Club Mix) – 4:00

## Notowania na listach sprzedaży
| Kraj    | Lista (2003)    | Najwyższa pozycja |
| ------- | --------------- | ----------------- |
| Niemcy  | Top 100 Singles | 13                |
| Austria | Singles Top 75  | 37                |